# Sămușeni, Zastavna
Sămușeni, întâlnit și sub forma Samușin (în ucraineană Самушин, transliterat: Samușîn și în germană Samuczyn) este un sat reședință de comună în raionul Zastavna din regiunea Cernăuți (Ucraina). Are 382 locuitori, preponderent  ucraineni (ruteni).
Satul este situat la o altitudine de 140 metri, pe malul râului Nistru, în partea de nord-est a raionului Zastavna.

## Istorie
Localitatea Sămușeni a făcut parte încă de la înființare din regiunea istorică Bucovina a Principatului Moldovei. După anexarea Bucovinei de către Imperiul Habsburgic în anul 1775, localitatea Sămușeni a făcut parte din Ducatul Bucovinei, guvernat de către austrieci, făcând parte din districtul Zastavna (în germană Zastawna). 
După Unirea Bucovinei cu România la 28 noiembrie 1918, satul Sămușeni a făcut parte din componența României, în Plasa Nistrului a județului Cernăuți. Pe atunci, majoritatea populației era formată din ucraineni, existând și o comunitate de români. 
Ca urmare a Pactului Ribbentrop-Molotov (1939), Bucovina de Nord a fost anexată de către URSS la 28 iunie 1940, reintrând în componența României în perioada 1941-1944. Apoi, Bucovina de Nord a fost reocupată de către URSS în anul 1944 și integrată în componența RSS Ucrainene. 
Începând din anul 1991, satul Sămușeni face parte din raionul Zastavna al regiunii Cernăuți din cadrul Ucrainei independente. Conform recensământului din 1989, numărul locuitorilor care s-au declarat români plus moldoveni era de 6 (4+2), reprezentând 1,32% din populație . În prezent, satul are 382 locuitori, preponderent ucraineni.

## Demografie
Componența lingvistică a comunei Sămușeni
     Ucraineană (98,43%)
     Rusă (1,05%)
     Alte limbi (0,52%)
Conform recensământului din 2001, majoritatea populației comunei Sămușeni era vorbitoare de ucraineană (98,43%), existând în minoritate și vorbitori de rusă (1,05%).
1989: 454 (recensământ)
2007: 382 (estimare)

### Recensământul din 1930
Componența etnică a comunei Sămușeni (județul Cernăuți)
     Români (2,27%)
     Ruteni (96,78%)
     Altă etnie (0,95%)
Componența confesională a comunei Sămușeni
     Ortodocși (98,92%)
     Altă religie (1,08%)
Conform recensământului efectuat în 1930, populația comunei Sămușeni se ridica la 746 locuitori. Majoritatea locuitorilor erau ruteni (96,78%), cu o minoritate de români (2,27%). Alte persoane s-au declarat: maghiari (1 persoană), polonezi (1 persoană) și evrei (5 persoane). Din punct de vedere confesional, majoritatea locuitorilor erau ortodocși (98,92%). Alte persoane au declarat: greco-catolici (3 persoane) și mozaici (5 persoane).

## Obiective turistice
- Clopotnița de lemn a Bisericii din Sămușeni - construită în anul 1894 [4]